# Кержнёв, Тагир Калюкович
Тагир Калюкович Кержнёв (1922—1992) — советский военнослужащий. Участник Великой Отечественной войны. Герой Советского Союза (1945). Гвардии старший сержант.

## Биография
Тагир Калюкович Кержнёв родился 15 марта 1922 года в селе Нижняя Елюзань Кузнецкого уезда Саратовской губернии РСФСР (ныне село Городищенского района Пензенской области Российской Федерации) в крестьянской семье. Окончил начальную школу. С 1938 года Тагир Кержнёв проживал в посёлке Устье-Кундыш Марийской АССР. Работал лесорубом и сплавщиком в Куярском лесхозе Медведевского района Марийской АССР.
В ряды Рабоче-крестьянской Красной Армии Т. К. Кержнёв призван 28 апреля 1942 года. В боях с немецко-фашистскими захватчиками гвардии рядовой Кержнёв с 25 августа 1942 года. Воевал на Западном фронте в составе 6-го гвардейского мотострелкового полка 3-й гвардейской мотострелковой дивизии. Участвовал в Первой Ржевско-Сычёвской операции и Ржевско-Вяземской наступательной операции. В июне 1943 года 3-я гвардейская мотострелковая дивизия была выведена на переформирование и на базе её 6-го гвардейского мотострелкового полка была создана 17-я гвардейская механизированная бригада.
Вновь в действующей армии командир отделения автоматчиков разведывательной роты 17-й гвардейской механизированной бригады 6-го гвардейского механизированного корпуса 4-й танковой армии Брянского фронта гвардии ефрейтор Т. К. Кержнёв с середины июля 1943 года. Участвовал в Орловской операции Курской битвы. 19 сентября 1943 года 4-я танковая армия была выведена в резерв Ставки Верховного Главнокомандования и находилась там до 28 февраля 1944 года. 4 марта 1944 года армия была брошена в прорыв в ходе Проскуровско-Черновицкой операции 1-го Украинского фронта. Летом 1944 года Тагир Калюкович, ставший уже сержантом, участвовал в Львовско-Сандомирской операции. Отделение разведчиков под его командованием отличилось в период с 21 по 23 июля 1944 года. Сержант Кержнёв организовал наблюдательный пункт на одной из высот и в течение трёх суток передавал в штаб бригады ценные сведения о численности противника и его передвижениях. В последующем Тагир Калюкович до января 1945 года участвовал в боях на Сандомирском плацдарме. За отличие в Львовско-Сандомирской операции Т. К. Кержнёв был награждён орденом Славы 3 степени и произведён в старшие сержанты.
12 января 1945 года с Сандомирского плацдарма войска 1-го Украинского фронта перешли в наступление в ходе Сандомирско-Силезской фронтовой операции, составной части Висло-Одерской операции. К концу января 1945 года подразделения 4-й танковой армии вышли к Бреславльскому укреплённому району противника на реке Одер. 25 января 1945 года гвардии старший сержант с пятью разведчиками своего взвода под сильным огнём противника форсировал реку в районе населённого пункта Кёбен (ныне посёлок Хобеня Республики Польша), блокировал два вражеских ДОТа, захватил плацдарм на западном берегу и в течение 6 часов удерживал его, отразив 10 контратак и уничтожив до 40 солдат и офицеров противника и ещё 16 взяв в плен. С рассветом на захваченный разведчиками плацдарм благополучно переправились остальные части бригады. Также успешно отделение Кержнёва действовало в Нижне-Силезской и Верхне-Силезской операциях фронта. 10 апреля 1945 года гвардии старшему сержанту Кержнёву Тагиру Калюковичу указом Президиума Верховного Совета СССР было присвоено Звание Героя Советского Союза.
В конце марта 1945 года 4-я танковая армия, ставшая 17 марта 1945 года гвардейской, была передана 1-му Белорусскому фронту. Перед началом Берлинской операции старший сержант Т. К. Кержнёв был назначен командиром взвода бронетранспортёров разведывательной роты. В ходе боёв в период с 16 апреля по 1 мая 1945 года Тагир Калюкович 27 раз участвовал в разведывательных операциях, собирая ценные сведения о противнике. В мае 1945 года он участвовал в Пражской операции. Война для гвардии старшего сержанта Т. К. Кержнёва закончилась 11 мая 1945 года на территории Чехословакии. 24 июня 1945 года Т. К. Кержнёв участвовал в Параде Победы на Красной площади в Москве.
После войны жил в городе Йошкар-Оле Марийской АССР, работал слесарем на Марийского машиностроительного завода. За добросовестный труд был награждён орденом Трудовой Славы 3 степени. 28 января 1992 года скончался. Похоронен на Туруновском кладбище в Йошкар-Оле.

## Награды
- Медаль «Золотая Звезда» (10.04.1945);
- орден Ленина (10.04.1945);
- орден Отечественной войны 1 степени (06.04.1985);
- орден Отечественной войны 2 степени (24.05.1945);
- орден Славы 3 степени (07.08.1944);
- орден Трудовой Славы 3 степени;
- медали, в том числе:
  - две медали «За отвагу» (06.08.1943; 1944).

## Память
- На здании завода ОАО «ММЗ», где работал Т. К. Кержнёв с 1946 по 1983 год, установлена мемориальная доска[1].

## Документы
- Общедоступный электронный банк документов «Подвиг Народа в Великой Отечественной войне 1941—1945 гг.» Архивировано 13 марта 2012 года.
  - Комплект наградных документов на присвоение звания Героя Советского Союза. Архивировано 25 мая 2012 года.
  - Комплект наградных документов на орден Отечественной войны 2 степени. Архивировано 25 мая 2012 года.
  - Комплект наградных документов на орден Славы 3 степени. Архивировано 25 мая 2012 года.
  - Комплект наградных документов на медаль «За отвагу» (награждён приказом от 6 августа 1943 года). Архивировано 25 мая 2012 года.